# Legislació sobre el ciberassetjament
El ciberassetjament és un fenomen relativament nou, però això no implica que els delictes que es puguin cometre a través de la xarxa no estiguin tipificats en el Codi Penal.

## Legislacions nacionals

### Espanya
El ciberassentjament, al igual que ho està l'assetjament sexual i de l'assetjament laboral (a partir del 23 de desembre de 2010), està tipificat en el Codi Penal d'Espanya des de l'any 2013, en l'article 131 de la Llei 26.904 del Codi Penal.
Amb aquest article, es penalitza especialment l'assetjament sexual a menors d'edat a través de mitjans cibernètics. Tot i que és cert que les lleis del Codi Penal respecte al ciberassetjament no són prou completes, ja que només es tipifiquen aquells actes que tenen finalitats sexuals.
Es detalla a continuació un índex analític dels delictes juntament amb els articles que es poden cometre relacionats amb el ciberassetjament.
- ACTUACIÓ EN NOM D'ALTRE - 31
- ACUSACIÓ FALSA- 456
- TRAÏCIÓ- 22.1.ª,139.1.ª
- ALTERACIÓ DE DADES- 197.2
- AMENACES- 169 a 171, 572, 577
- APOLOGIA DE DELICTES- 18
- CALÚMNIA- 131.1.º,205 a 207, 211 a 216
- CÒMPLICES- 27,29,63,64,116
- COOPERACIÓ

1. A la MORT D'UN ALTRE- 143.4
2. Al SUICIDI- 143.2 I 3
3. NECESSÀRIA- 28

- DELICTES

1. CONTRA EL DRET A la mateixa IMATGE- 197,561,594
2. CONTRA L'HONOR- 57,74,205 a 216
3. CONTRA LA INTEGRITAT MORAL- 57,173 a 177
4. CONTRA LA INTIMITAT- 57,197 a 201
5. CONTRA LA LLIBERTAT SEXUAL- 57,74.178 a 194
6. DE FALSEDAT- 386 a 400

- DESCOBRIMENT I REVELACIÓ DE SECRETS- 191 a 201,417,418,442,535,536,584
- ENCOBRIMENT- 451 a 454
- ACARNISSAMENT- 22.5ª,139.3.ª,148.2ª
- ESCOLTES TELEFÒNIQUES- 197, 198, 200, 201
- IMPREMTA

1. MITJÀ DE PROVOCACIÓ- 18
2. PROPAGANDA DEL DELICTE- 211

- INDUCCIÓ

1. Al SUÏCIDI- 143
2. EN ELS DELICTES COMESOS UTILITZANT MITJANS O SUPORTS DE DIFUSIÓ I COMUNICACIÓ- 30.1.º

- INJÚRIES- 131.1, 208 a 216
- PERDÓ DE L'OFÈS- 130,191,201,215,267,639
- PROGRAMES O SUPORTS INFORMÀTICS

1. DANYS- 264.2,278.3
2. MITJANS DELICTIUS- 400
3. NEUTRALITZACIÓ DE SISTEMES DE PROTECCIÓ- 270

- RACISME- 22.4ª,314,510.1,511,607
- SUÏCIDI- 143
- TESTIMONIS- 464.2
- TORTURA- 57,174,176,609
- TRACTE DEGRADANT- 173,175,176,180[1]

### Estats Units

#### A nivell estatal
Alguns estats als EUA han començat a encarar el problema del *ciberacoso:
- Califòrnia La primera llei contra el ciberassetjament a EUA va tenir lloc el 1999 a Califòrnia.
- Florida A Florida, a través de la HB 479 en 2003 es va prohibir el ciberassetjament. Aquesta llei va entrar en vigor a l'octubre de 2003.[2]
- Texas va promulgar l'Acta *Stalking by Electronic Communications Act, en 2001.
- Missouri va revisar els seus estatuts sobre assetjament per incloure l'assetjament i l'aguaito mitjançant comunicacions electròniques i telefòniques, així com el ciberassetjament escolar després del Suïcidi de Megan Meier en 2006.[3]

#### A nivell federal
El ciberassetjament ha estat recentment tractat en la llei federal dels EUA. Per exemple, en l'Acta Violence Against Women Act, aprovat en 2000, va incloure el ciberassetjament en un part de l'estatut interestatal sobre l'assetjament.
Encara no obstant això, hi ha una manca en la legislació a nivell federal per tractar específicament el ciberassetjament, deixant-se en mans dels estats dels EUA la legislació contra el ciberassetjament.

L'actual llei federal que fa referència al ciberassetjament als Estats Units es troba la 47 USC sec. 223.

### Regne Unit
En el Regne Unit, l'acta "Malicious Communications Act" (1998) classifica el ciberassetjament com un delicte.

## Legislació Internacional

### Conveni sobre el cibercrim
En la legislació internacional destaca un text supranacional relacionat amb el cibercrim. Es tracta del Conveni sobre el Cibercrim, signat pel Consell d'Europa a Budapest el 23 de novembre de 2001.

### Declaració universial dels drets humans
- Article 5 de la Declaració Universal dels Drets Humans.

Ningú serà sotmès a tortures ni a penes o tractes cruels, inhumans o degradants.